# The Fader
The Fader (стилізовано як FADER) — нью-йоркський журнал, який був започаткований у 1999 році Робом Стоуном та Джоном Коеном. Журнал висвітлює теми музики, стилю та культури. Це було перше друковане видавництво, що почало виходити в iTunes.
Він належить групі The Fader Media, яка також включає його вебсайт thefader.com, Fader films, Fader Label та Fader TV.

## The Fader Fort
The Fader Fort — це щорічна подія, на яку можна потрапити лише за запрошенням, що відбувається у Остіні, Техас на конгломераті South by Southwest (SXSW), заснована в 2001 році. Чотириденна вечірка супроводжується живими виступами. Під час щорічного музичного марафону CMJ у Нью-Йорку проводиться схожа вечірка — Fader Fort NYC.